# Les Enragés (film, 1997)
Les Enragés est un film américain réalisé par Sydney J. Furie et sorti en 1997.

## Synopsis
L'agent spécial du FBI Nick Travis se confronte à un commando de tueurs, avec l'aide de sa nouvelle partenaire, l'inexpérimentée Kelly McCord. Il s’avère que les tueurs sont d'anciens mercenaires de la CIA, qui ont officié, pendant la guerre du Viêt Nam.

## Fiche technique
- Titre français : Les Enragés
- Titre original : The Rage
- Réalisation: Sydney J. Furie
- Scénario : Sydney J. Furie, Greg Mellott
- Montage : Donald M. Morgan
- Musique : Paul Zaza
- Production : Peter R. Simpson
- Pays de production : États-Unis, Canada
- Format : Couleurs - 35 mm - 1,85:1 - Mono
- Genre : Action, Thriller
- Durée : 93 minutes
- Date de sortie : 15 août 1997 (Belgique)

## Distribution
- Lorenzo Lamas  : Nick Travis
- Gary Busey  : Art Dacy
- Kristen Cloke  : Kelly McCord
- Roy Scheider : John Taggart
- Brandon Smith : le shérif Dobson
- Tiani Warden : Cyndi
- Dell Yount : Bobby Joe
- David Carradine : Lucas McDermott
- David Jensen : Agent Green
- Russ McGinn : Coroner

## Production
Le film contient des références aux incidents de Waco et Ruby Ridge. Il fut présenté comme s'inspirant des méthodes de vrais profileurs du FBI. 
Il fut co-financé par la société canadienne Norstar Entertainment et la société américaine Itasca Pictures.
Lorenzo Lamas, dont la carrière s'était jusqu'alors limitée à des films mineurs, considérait le projet comme une étape majeure vers des rôles plus légitimes. Tiani Warden, qui jouait la petite amie du personnage de Gary Busey, était sa véritable petite amie et sa future épouse. 
Le tournage principal débute en mai 1996 et dura cinq semaines. Il se déroule dans l'État de l'Utah, les villes de Park City, Heber City et Salt Lake City, ainsi que le parc d'État de Rockport.

## Diffusion
Le film est diffusé sur plusieurs marché internationaux, au Royaume-Uni et en Australie en juin 1997, au Japon en mars 1998 et au Canada.
Aux États-Unis, il sort directement en VHS, via une filiale de Miramax. Il est réédité en DVD en février 2004.

## Réception critique
À sa sortie, le film reçoit des avis mitigés, avec des éloges pour les séquences d'action et des critiques envers le personnage et la performance de Gary Busey.